# Solomon Warriors Football Club
Il Solomon Warriors Football Club è una società calcistica con sede ad Honiara, nelle Isole Salomone. Partecipa all'Honiara FA League e al National Club Championship. Erano noti precedentemente come Uncles FC e hanno giocato nel National Club Championship anche col nome di Wantoks.

## Palmarès

### Competizioni nazionali
- National Club Championship: 6

2012, 2013-2014, 2015-2016, 2017-2018, 2018, 2019-2020
- Honiara FA League: 3

2012, 2013, 2014

### Competizioni internazionali
- Melanesian Super Cup: 2

2014, 2015

### Altri piazzamenti
- National Club Championship:

Secondo posto: 2009-2010, 2010-2011, 2014-2015
Terzo posto: 2016

## Statistiche e record

### Risultati nelle competizioni OFC
- OFC Champions League: 2 partecipazioni

2013: 4° nel Gruppo A
2014: 2° nel Gruppo A

## Rosa per laOFC Champions League 2013-2014[1]
| N. |                           | Ruolo | Calciatore     |
| -- | ------------------------- | ----- | -------------- |
| 1  | Isole Salomone (bandiera) | P     | Samson Koti    |
| 28 | Isole Salomone (bandiera) | P     | Silas Seda     |
| 30 | Isole Salomone (bandiera) | P     | Alfred Lofana  |
| 2  | Isole Salomone (bandiera) | D     | Hadisi Aengari |
| 3  | Isole Salomone (bandiera) | D     | Matson Fenny   |
| 4  | Isole Salomone (bandiera) | D     | Fred Fakari    |
| 7  | Isole Salomone (bandiera) | D     | Brian Feni     |
| 16 | Isole Salomone (bandiera) | D     | Emmanuel Poila |
| 22 | Isole Salomone (bandiera) | D     | Bata Furai     |
| 26 | Isole Salomone (bandiera) | D     | Loea Taisara   |
| 27 | Isole Salomone (bandiera) | D     | Erekona Loea   |
| 21 | Isole Salomone (bandiera) | D     | Brian Kaltak   |
| 6  | Isole Salomone (bandiera) | C     | Molea Tigi     |
| 8  | Isole Salomone (bandiera) | C     | Michael Molea  |

| N. |                           | Ruolo | Calciatore      |
| -- | ------------------------- | ----- | --------------- |
| 10 | Isole Salomone (bandiera) | C     | Judd Molea      |
| 14 | Isole Salomone (bandiera) | C     | Jeffery Bule    |
| 15 | Isole Salomone (bandiera) | C     | Molis Gagame    |
| 18 | Isole Salomone (bandiera) | C     | Willy Daudau    |
| 19 | Isole Salomone (bandiera) | C     | Gibson Daudau   |
| 25 | Isole Salomone (bandiera) | C     | Nicholas Lee    |
| 5  | Isole Salomone (bandiera) | A     | Dennis Ifunaoa  |
| 9  | Isole Salomone (bandiera) | A     | James Naka      |
| 12 | Isole Salomone (bandiera) | A     | Jerry Donga     |
| 17 | Isole Salomone (bandiera) | A     | Micah Lea'alafa |
| 20 | Isole Salomone (bandiera) | A     | Casper Aengari  |
| 23 | Isole Salomone (bandiera) | A     | Gagame Feni     |
| 24 | Isole Salomone (bandiera) | A     | Lency Norman    |

## Staff tecnico
- Allenatore: Moses Toata
- Vice-Allenatore: Francis Zumele
- Assistente tecnico: Saeni Daudau
- Dottore del team: Kenton Sade
- Fisioterapista: Charles Gauba
- Media Manager: Kenton Sade

## Stadio
Lo stadio della squadra è l'Lawson Tama di Honiara.che può ospitare
fino a 16 000 posti a sedere tutti coperti. Lo stadio è il più grande delle Isole Salomone, infatti ospita anche le partite della nazionale di calcio delle Isole Salomone.